# 达雷尔·K·罗亚尔–德州纪念体育场
达雷尔·K·罗亚尔-德州纪念体育场（英語：Darrell K Royal–Texas Memorial Stadium，旧称战争纪念体育场、纪念体育场或德克萨斯纪念体育场）坐落于德克萨斯州奥斯汀市德克萨斯大学奥斯汀分校校区内的体育场。自1924年起，它成为了德克萨斯大学奥斯汀分校Longhorns橄榄球队的主场体育场。这座体育场在2015年赛季给UT橄榄球队带来了很大的主场优势和主场战绩。根据官方公布的数据，该体育场内设100,119个座席。它是德州内第二大的体育场、也是“十二大联盟”大学体育场中排名第一的体育场。另外它在全美和全球最大体育场排名中分别名列第9和第12。
该体育场的观众人数于2016年9月4日创下最高纪录，这一天有10,2315名观众观看了德克萨斯大学对战圣母大学的比赛。这场比赛中，尚未排名的德克萨斯州大学队在双倍加时赛中以50:47打败全国排名第10的圣母大学。
该体育场自开业以来已多次扩建。该大学最近于2009年8月对体育场南端设施进行了2,700万美元的扩建和翻修。在2009年赛季，体育场内新增了4525个永久性露天座位，这使得体育场成为得克萨斯州首个可容纳10万人的足球场，这个座位数量一直维持至今。2013年5月，德克萨斯大学体育场校务委员批准了一项价值6200万美元的体育场改善项目。这个项目将在现有的体育场中改善和增加运动和学术设施，但不会扩大目前的座位数。该项目完成的时间表尚未公布。

## 历史

### 体育场揭幕
1923年，前UT体育总监L. Theo Bellmont（体育场的西侧以他的名义命名）以及30名学生领袖向学校董事会提出了建立一个混凝土体育场来替代Clark Field的想法。该体育场于1924年竣工。竣工时的体育场仅包括东看台与西看台，座位数为27000个。它在竣工时被誉为“西南地区最大的体育设施”。该体育场被定位为一个双重目的的设施，它有一个周长为440码（400米）轨道的足球场。体育场通过学生和校友的捐款资助。该体育场的估计费用为275,000美元。